# 天南地北
《天南地北》（Asia Leisure）是香港亞洲電視製作的資訊節目，由袁潔儀、蔡梓銘、林睿、黃文滔及馮家俊擔任主持。節目前身為午間婦女節目《我愛下午茶》，其後演變成本節目，啟播前曾暫名為《知情識趣》，節目名稱亦與無綫電視同時段節目《東張西望》相似。本節目於2015年4月30日起逢星期一至五19:30-20:00在本港台播映、23:35-00:05在亞洲台播映，以及在亞洲電視網頁上提供節目重溫。

## 播映时段
| 頻道   | 国家 | 播出日期      | 首播時間              | 重播時間                                                        |
| 本港台 | 香港 | 2015年4月30日 | 星期一至五19:30-20:00 | 星期一至五01:40-02:05星期一至五14:30-15:00                      |
| 亞洲台 | 香港 | 2015年4月30日 | 星期一至五23:30-00:00 | 星期一至五05:30-06:00星期一至五16:30-17:00星期六15:30-18:00     |
| 海外台 | 美国 | 2015年4月30日 | 星期一至五07:00-07:30 | 星期一至五11:00-11:30星期一至五19:35-20:00                      |
| 海外台 | 美国 | 2015年4月30日 | 星期一至五08:00-08:30 | 星期一至五16:35-17:00星期一至五19:35-20:00星期二至六04:00-04:30 |

## 內容
《天南地北》每日均有不同主題，搜羅由本港大街小巷、到全世界各個角落大小資訊，接收無窮無盡新資訊知識。踏入資訊年代，時間有限，亞洲電視呈獻多元化、吸引大眾的清談資訊節目《天南地北》，圍繞養生、美容、寵物、烹飪、生活享受與趣味等元素，更會邀請嘉賓及專家分享生活資訊及教授種種心得，令大眾更懂得追求優質生活品味。該節目被為亞洲電視停播前最後一個綜合節目，而該節目主持袁潔儀在2016年回歸無線電視。

## 節目歷史
2016年2月，由於亞洲電視拖欠員工薪金引發離職潮，此節目製作中止，節目存貨播放至3月2日。
- 2016年3月2日播映的第217集最後一集，未有提供字幕。
- 2016年3月3日，由於已拍攝的存貨已播映完畢，本港台改為重播第214集（2016年2月26日），深夜亞洲台重播第96集（2015年9月10日）。
- 2016年3月4日，本港台重播第215集（2016年2月29日），深夜亞洲台重播第97集（2015年9月11日）。
- 2016年3月7日，本港台重播第213集（2016年2月25日），深夜亞洲台重播第98集（2015年9月14日）。
- 2016年3月8日，本港台重播第192集（2016年1月26日），深夜亞洲台重播第99集（2015年9月15日）。
- 2016年3月9日，本港台重播第193集（2016年1月27日），深夜亞洲台重播第100集（2015年9月16日）。
- 2016年3月10日，本港台重播第194集（2016年1月28日），深夜亞洲台重播第101集（2015年9月17日）。
- 2016年3月11日，本港台重播第195集（2016年1月29日），深夜亞洲台重播第102集（2015年9月18日）。
- 2016年3月14日，本港台重播第161集（2015年12月11日），深夜亞洲台重播第106集（2015年9月24日）。
- 2016年3月15日，本港台重播第162集（2015年12月14日），深夜亞洲台重播第107集（2015年9月25日）。
- 2016年3月16日，本港台重播第163集（2015年12月15日），深夜亞洲台重播第108集（2015年9月28日）。
- 2016年3月17日，本港台重播第164集（2015年12月16日），深夜亞洲台重播第109集（2015年9月29日）。
- 2016年3月18日，本港台重播第165集（2015年12月17日），深夜亞洲台重播第110集（2015年9月30日）。
- 2016年3月21日，本港台重播第166集（2015年12月18日），深夜亞洲台重播第111集（2015年10月4日）。
- 2016年3月22日，本港台重播第167集（2015年12月21日），深夜亞洲台重播第112集（2015年10月5日）。
- 2016年3月23日，本港台重播第168集（2015年12月22日），深夜亞洲台重播第113集（2015年10月6日）。
- 2016年3月24日，本港台重播第169集（2015年12月23日），深夜亞洲台重播第114集（2015年10月7日）。
- 2016年3月25日，本港台重播第170集（2015年12月24日），深夜亞洲台重播第115集（2015年10月8日）。
- 2016年3月28日，本港台重播第171集（2015年12月25日），深夜亞洲台重播第116集（2015年10月11日）。
- 2016年3月29日，本港台重播第172集（2015年12月28日），深夜亞洲台重播第117集（2015年10月12日）。
- 2016年3月30日，本港台重播第173集（2015年12月29日），深夜亞洲台重播第118集（2015年10月13日）。
- 2016年3月31日，本港台重播第174集（2015年12月30日），深夜亞洲台重播第119集（2015年10月14日）。
- 2016年4月1日，本港台重播第175集（2015年12月31日）。

## 主題及環節
- 時事熱點：針對熱門話題，邀請城中名人、醫生等專家作深入探討。
- 中西保健：針對不同流行病症，以中醫及西醫角度作詳盡解釋。
- 養生之道／全家滋補：尋求養生秘方，介紹針對性養生Q & A及時令湯水。
- 風水玄學：探索風水命理，包括面相、掌紋、八字，亦會解答觀眾對玄學提問。
- 中西美食：名廚即場示範美食煮法，豐富觀眾煮食知識。
- 有益身心：教授舒展動作、健身操或瑜伽招式，讓觀眾鍛鍊身體。
- 我寵我愛：講解寵物扮靚的心得，及介紹各種奇珍異獸。
- 今日我最靚：邀請城中扮靚專家，引發觀眾信心及完美的一面。
- 我行我塑：專家介紹最合適的美容、護膚及豐胸瘦身療程，給予觀眾貼身介紹。
- 樂悠遊：尋找香港鮮為人知的旅遊景點，探索不一樣的香港遊。[2]

## 主持
- 袁潔儀（第1集起）
- 林睿（第1集至第24集）
- 馮家俊（第28集起）
- 伍偉樂（第28集起）
- 蔡梓銘（第123集起）

## 節目調動
- 2015年10月15日：由於直播《Sky Kids英超足球大師邀請賽2015香港站：香港傳奇 對 英超足球大師》，當日節目改為19:30-19:45播出。

## 外部連結
- 亞洲電視節目網頁 - 天南地北[永久]

## 電視節目的變遷
| 香港 亞洲電視本港台 星期一至五 19:30-20:00 時段 | 香港 亞洲電視本港台 星期一至五 19:30-20:00 時段 | 香港 亞洲電視本港台 星期一至五 19:30-20:00 時段 |
| ----------------------------------------------- | ----------------------------------------------- | ----------------------------------------------- |
|                                                 | 天南地北 (2015.04.30 -2016.03.31）              |                                                 |
| 婆婆來了 (2015.02.26 - 2015.04.29）             | （電視台已停止播放）                            |                                                 |